# Delosperma nubigenum
Delosperma nubigenum är en isörtsväxtart som först beskrevs av Schlechter, och fick sitt nu gällande namn av L. Bol.. Delosperma nubigenum ingår i släktet Delosperma, och familjen isörtsväxter. Inga underarter finns listade i Catalogue of Life.

## Bildgalleri

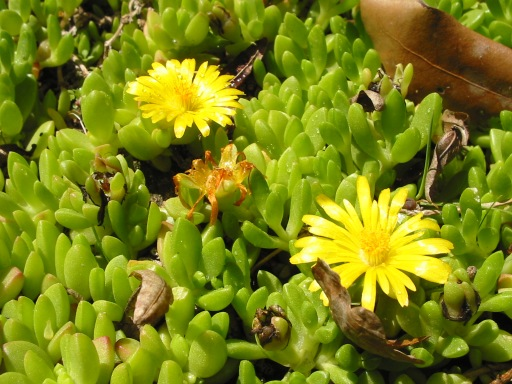
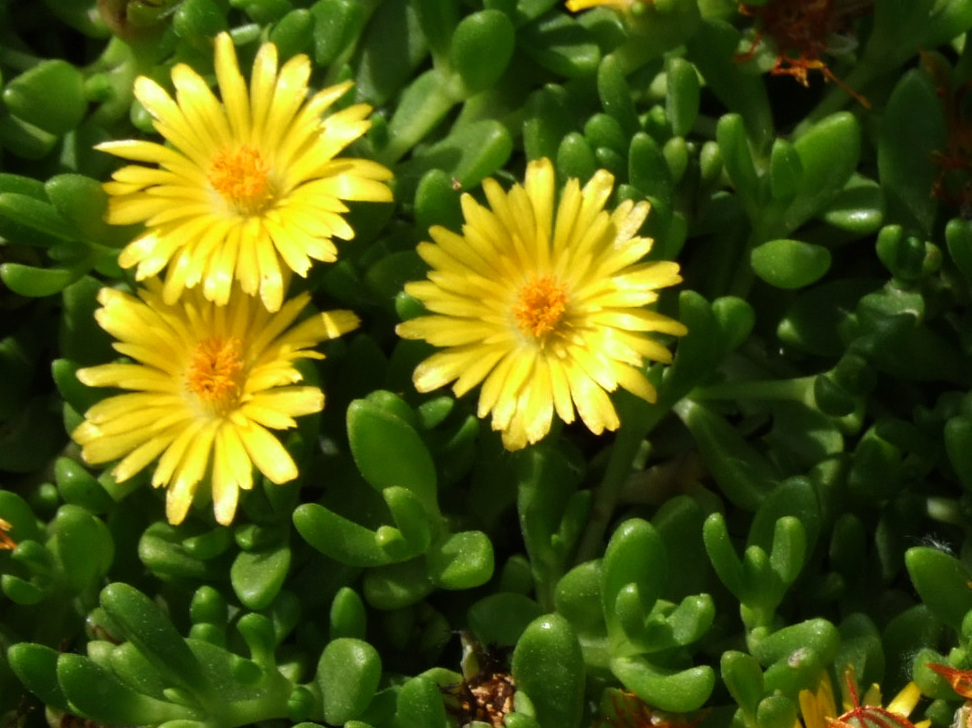
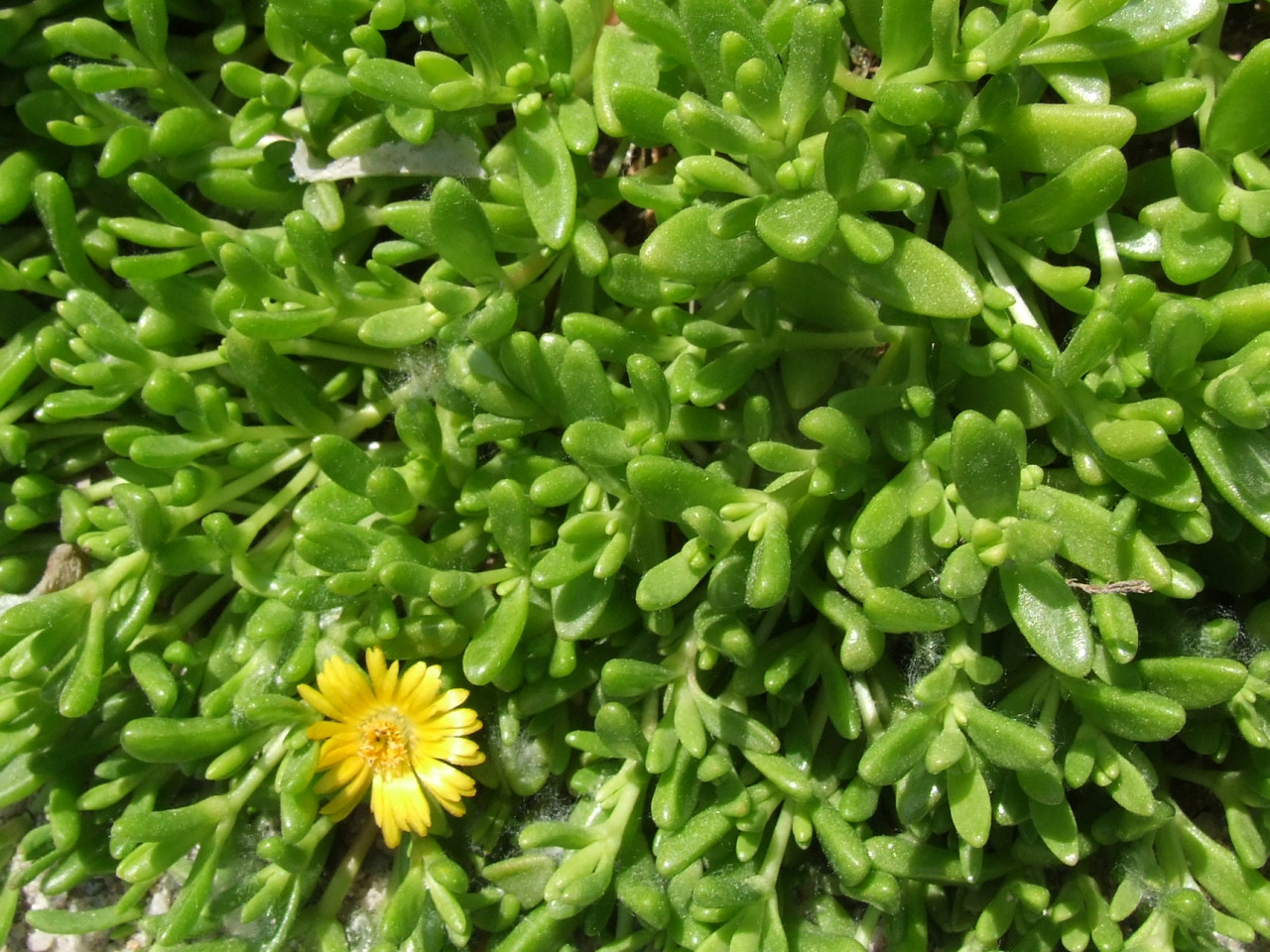